# آنتانانداوا (مورامانگا)
آنتانانداوا (به لاتین: Antanandava) یک منطقهٔ مسکونی در ماداگاسکار است که در مورامانگا واقع شده‌است. آنتانانداوا ۱۲٬۷۵۵ نفر جمعیت دارد و ۱٬۰۶۴ متر بالاتر از سطح دریا واقع شده‌است.